# 칼리드 무프타
칼리드 무프타 마유프(Khalid Muftah Mayuuf, 1992년 7월 2일 ~ )는 카타르의 축구 선수이며, 현재 알두하일에서 카타르 스타스 리그 알라이얀로 임대되어 뛰고 있다. 알와크라에서 태어났으며, 알와크라와 레크위야에서 선수 생활을 했다.